# 케이비오토텍
KB오토텍(영어: KB AutoTech)은 대한민국의 자동차용 버스트럭기차 에어콘 HVAC 생산업체이다 연매출 2.5조 규모 KBI그룹 계열사로 2,016년 매출은 2,107억원이다.
노사 분규와 공장 폐쇄로 160억원 적자를 기록하였으며 계열사로 동국실업, KB알로이(舊 영일특수금속), KB메탈, 갑을합섬, KB건설, 코스모링크 등이 있다.